# Francesco Maria Febei
Francesco Maria Febei (1616 – 29 de novembro de 1680) foi um prelado católico romano que serviu como arcebispo titular de Tarso (1667-1680).

## Biografia
Francesco Maria Febei nasceu em Orvietto, na Itália, em 1616. No dia 18 de abril de 1667, foi nomeado durante o papado de Alexandre VII como Arcebispo Titular de Tarso, onde serviu como bispo até à sua morte a 29 de novembro de 1680.

## Sucessão episcopal
| Sucessão episcopal de Francesco Maria Febei |
| --- |
| Enquanto bispo, foi o principal consagrador de: - Giuseppe Armenj, (1670); - Carlo Pellegrini, (1673); - Domenico Sorrentino, (1673); e o principal co-consagrador de: - Giannotto Gualterio (1668); - Giuseppe Eusanio, (1670); - Nestor Rita, (1670); - Domenico de' Marini, (1670); - Domenico Gianuzzi, (1670); - Francesco Casati, (1670); e - Louis d'Anglure de Bourlemont, (1679). Também ajudou na consagração de Giuseppe Maria Sebastiani, Vigário Apostólico de Malabar (1659). |